# Ilex huachamacariana
Ilex huachamacariana är en järneksväxtart som beskrevs av Edwin. Ilex huachamacariana ingår i släktet järnekar, och familjen järneksväxter. Inga underarter finns listade i Catalogue of Life.